# Sissi la valse des cœurs
Pour plus de détails, voir Fiche technique et Distribution.
Sissi la valse des cœurs (Sisi und der Kaiserkuß) est un film germano-français réalisé par Christoph Böll, sorti en 1991.

## Fiche technique
- Titre original : Sisi und der Kaiserkuß
- Titre français : Sissi la valse des cœurs
- Réalisation : Christoph Böll
- Scénario : Christoph Böll, Ralph Ströhle et Wieland Samolak
- Photographie : Reinhard Köcher
- Montage : Helga Borsche, Monika Schuchard
- Production : Jean-Serge Breton, Uwe Franke et Werner Possardt
- Pays d'origine :  Allemagne /  France
- Date de sortie : 1991

## Distribution
- Vanessa Wagner : Sissi
- Nils Tavernier : François-Joseph Ier (empereur d'Autriche)
- Sonja Kirchberger : Nene
- Kristina Walter : Erzherzogin Sophie
- Bernadette Lafont : Baronin von Wrangel
- Jean Poiret : Maximilien en Bavière